# Фальмонов, Михаил Тимофеевич
Михаил Тимофеевич Фальмонов (1916—1990) — полковник Советской Армии, участник Великой Отечественной войны, Герой Советского Союза (1945).

## Биография
Михаил Фальмонов родился 25 августа 1916 года в селе Юркино (ныне — Лысковский район Нижегородской области). Окончив семь классов школы, работал сначала наборщиком в типографии, затем диспетчером Горьковского трамвайного управления. В сентябре 1939 года Фальмонов был призван на службу в Рабоче-крестьянскую Красную Армию. С июля 1941 года — на фронтах Великой Отечественной войны. В ноябре того же года он окончил курсы младших лейтенантов.
К июлю 1944 года капитан Михаил Фальмонов был заместителем командира 243-го отдельного инженерно-сапёрного батальона 66-й инженерно-сапёрной бригады 11-й гвардейской армии 3-го Белорусского фронта. Отличился во время освобождения Литовской ССР. В период с 16 по 25 июля 1944 года Фальмонов руководил работами по строительству переправ через Неман к югу от Каунаса, в значительной мере способствовав захвату и удержанию плацдарма.
Указом Президиума Верховного Совета СССР от 24 марта 1945 года за «образцовое выполнение боевых заданий командования на фронте борьбы с немецкими захватчиками и проявленные при этом мужество и героизм» капитан Михаил Фальмонов был удостоен высокого звания Героя Советского Союза с вручением ордена Ленина и медали «Золотая Звезда» за номером 4213.
После окончания войны Фальмонов продолжил службу в Советской Армии. В 1957 году он окончил Центральные офицерские курсы инженерных войск. В 1965 году в звании полковника Фальмонов был уволен в запас. Проживал и работал в Волгограде. Скончался в 6 марта 1990 году, похоронен на Центральном кладбище Волгограда.
Был также награждён орденом Отечественной войны 1-й степени, двумя орденами Отечественной войны 2-й степени, двумя орденами Красной Звезды и рядом медалей.